# Slaget ved Liegnitz
Slaget ved Liegnitz var et slag mellem mongolske og polsk-tysk tropper ved Legnickie Pole, omkring 10 kilometer sydøst for Liegnitz (nuværende Legnica) i det sydvestlige Polen.
1241 ledte den mongolske general Tsubotai en massiv mongolsk invasion i Centraleuropa. En del af hans armé trak frem gennem Polen.
Ved byen Liegnitz mødte de den 9. april en hær af tyskere, polakker og tropper fra Tyske orden ledet af Henrik 2. den fromme. Mongolhærens bueskytter drev en del af den forenede hær på flugt med en sky af pile, hvorpå de mongolske lansenerer bragede sammen med de mere kraftigt pansrede kristne riddere. Mongolerne veg tilbage for riddernes første overraskende angreb, vendte siden hastigt om og omringede dem, og bl.a. hertug Henrik 2. blev dræbt.
Mongolerne gik fra kampen som sejrherre, men tabene var store, og efter sejren, og nyheden om Ögedei Khans død, vendte hæren atter tilbage mod Asien.